# Amphicosmus
Amphicosmus is een vliegengeslacht uit de familie van de wolzwevers (Bombyliidae). De wetenschappelijke naam van het geslacht werd voor het eerst geldig gepubliceerd in 1891 door Coquillett.

## Soorten
- A. arizonensis Johnson and Johnson, 1960
- A. arizonicus Hall, 1975
- A. elegans Coquillett, 1891
- A. vanduzeei Cole, 1923